# Alfredo Jadresic
Alfredo Arturo Jadresic Vargas (ur. 18 września 1925 w Iquique, zm. 30 września 2021 w Providencii w Santiago) – chilijski naukowiec  endokrynolog, w młodości lekkoatleta, skoczek wzwyż. Uczestnik Igrzysk Olimpijskich 1948 oraz złoty i brązowy medalista lekkoatletycznych mistrzostw Ameryki Południowej.

## Życiorys
Był profesorem na wydziale medycyny Universidad de Chile, specjalistą endokrynologii, a w latach 1969–1973 dziekanem tego wydziału. Po zamachu stanu w 1973 był więziony, a następnie żył na emigracji w Wielkiej Brytanii do 1990.

## Kariera sportowa
Podczas Igrzysk Olimpijskich w Londynie w 1948 roku startował w konkurencji skoku wzwyż. Z wynikiem 1,90 m został sklasyfikowany na 9. pozycji.
Zawodnik zdobył także dwa medale w skoku wzwyż na lekkoatletycznych mistrzostwach Ameryki Południowej: złoty w 1947 roku (1,91 m) i brązowy w roku 1949 (1,85 m).
Rekord życiowy zawodnika w skoku wzwyż wynosi 1,95 m. Wynik ten został osiągnięty w 1947 roku.